# Toronaeus incisus
Toronaeus incisus är en skalbaggsart som först beskrevs av Bates 1864.  Toronaeus incisus ingår i släktet Toronaeus och familjen långhorningar. Inga underarter finns listade i Catalogue of Life.